# Anne-Claude-Philippe, Comte de Caylus

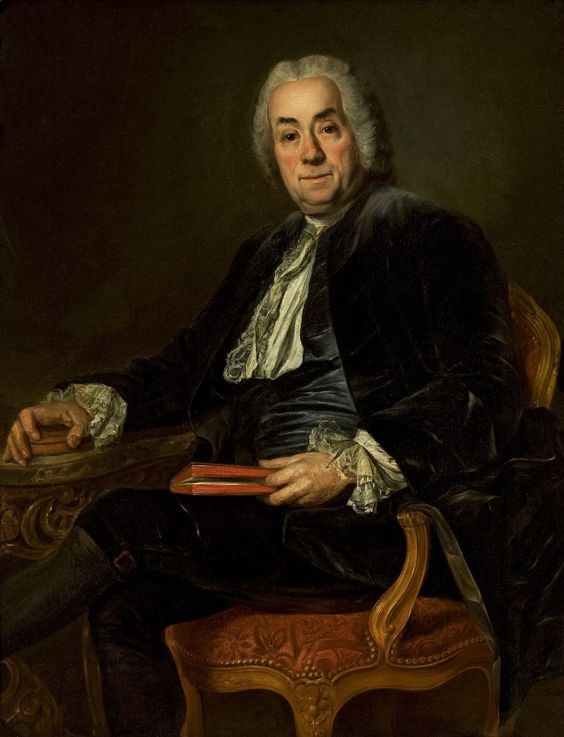
Alexander Roslin: Anne-Claude-Philippe, Comte de Caylus. Öl auf Leinwand, 1752/53.

Anne-Claude-Philippe de Thubières, de Grimoard, de Pestels, de Lévis, Comte de Caylus (* 31. Oktober 1692 in Paris; † 5. September 1765 ebenda) war ein französischer Antiquar und Sammler.

## Herkunft und Familie
Caylus wurde 1692 geboren. Seine Eltern waren Jean Anne de Tubières-Grimoard de Pestels de Lévis, Comte de Caylus (ca. 1665–1704) und Marthe Marguerite Hippolyte Le Valois de Villette (1671–1729). Er war der Neffe von Daniel-Charles-Gabriel de Caylus, Bischof von Auxerre. 1686 heiratete sein weiterer Onkel, der Marquis de Caylus, Marie-Marguerite de Villète, die Nichte von Madame de Maintenon. Der Marineoffizier und Gouverneur der Französischen Antillen Charles de Tubières de Caylus (1698–1750) war sein Bruder.

## Leben
Caylus begann zunächst mit einer Militärkarriere, beendete diese jedoch 1714. Anschließend begab er sich auf Reisen in Italien (1714/15), im Gefolge des französischen Botschafters nach Konstantinopel und Kleinasien (1714/15) und nach den Niederlanden und England (1722). Er widmete sich der Schriftstellerei und der Literatur, schrieb galante Erzählungen, gehörte zu kunstinteressierten Kreisen, förderte Künstler und war mit dem Maler Jean-Antoine Watteau befreundet. Auch war er als begabter Kupferstecher tätig.
Seit den 1730er Jahren, gefördert durch seine Freundschaft mit Pierre-Jean Mariette, entwickelte Caylus Interesse für die Antike und begann mit dem Aufbau einer Antikensammlung. Er wurde zu einem der herausragendsten Kunstkenner seiner Zeit. Seit 1731 als amateur Mitglied der Académie royale de peinture et de sculpture hielt er dort zahlreiche Vorträge über die Kunst seit dem 16. Jahrhundert. Seit 1742 war er auch Ehrenmitglied der Académie royale des inscriptions et belles-lettres, vor der er etwa 50 Vorträge meist zur antiken Kunst hielt. Ab 1753 versuchte Caylus zusammen mit dem Maler Joseph-Marie Vien, die von Plinius beschriebene antike Technik der enkaustischen Malerei zu rekonstruieren, und ließ Vien das Gemälde Minerva im antikisierenden Stil anfertigen. 1755 veröffentlichte er die Ergebnisse seiner Untersuchungen.

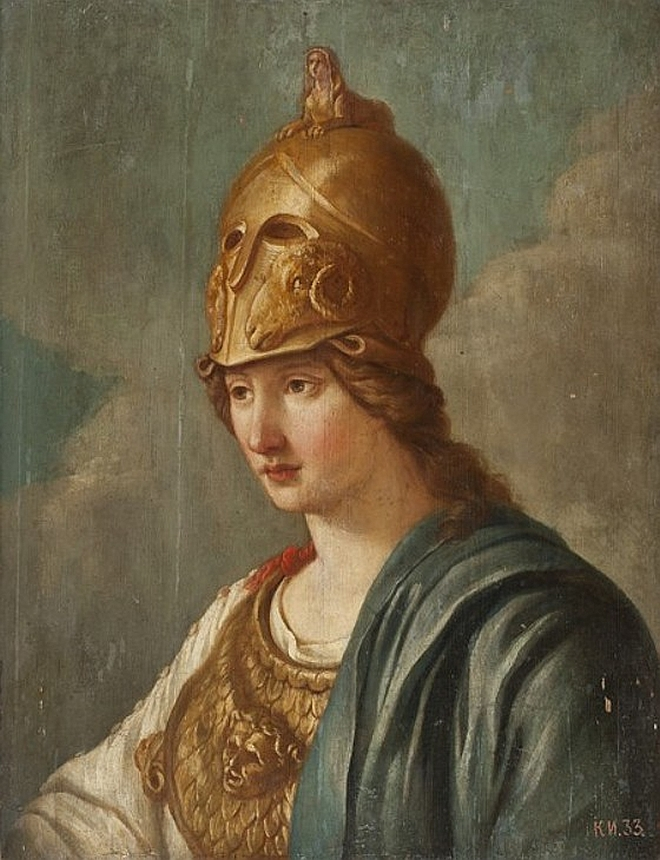
Joseph-Marie Vien: Minerva, Wachs und Öl auf Holz, 1754.

Den auf seine Initiative im Jahr 1759 gegründeten und nach ihm benannten Kunstpreis Prix Caylus finanzierte er durch eine Stiftung aus seinem eigenen Vermögen. Er wurde bis 1968 jährlich im Rahmen des concours de la tête d’expression betitelten Wettbewerbes an der Pariser École des Beaux-Arts vergeben.

## Schriften (Auswahl)
Wissenschaftliche Werke
- Recueil d’antiquités égyptiennes, étrusques, grecques et romaines. 7 Bände, Desaint & Saillant, Paris 1752–1767 (Digitalisat).
- mit Michel Joseph Majault: Mémoire sur la peinture a l’encaustique et sur la peinture a la cire. Pissot, Paris 1755 (Digitalisat).
  - englische Übersetzung: Johann Heinrich Müntz: Encaustic: or, Count Caylus’s method of painting in the manner of the ancients. London 1760 (Digitalisat).
- Nouveaux sujets de peintre et de sculpture. Duchesne, Paris 1755 (Digitalisat).

Literarische Werke
- Histoire de Guillaume. Paris 1740.
- Oeuvres badines complettes, du comte de Caylus. 12 Bände, Visse, Amsterdam, Paris 1787.
- Comte de Caylus. Contes. Édition critique établie par Julie Boch, Honoré Champion (= Bibliothèque des Génies et des Fées Bd. 12). Paris 2005.

## Belege
1. 1 2  Adrien Dessalles: Histoire générale des Antilles. Libraire-éditeur. 1847. S. 470.
2. ↑  Mitglieder seit 1663. Académie des Inscriptions et Belles-Lettres, archiviert vom Original (nicht mehr online verfügbar) am 19. Januar 2022; abgerufen am 1. Januar 2021 (französisch).  Info: Der Archivlink wurde automatisch eingesetzt und noch nicht geprüft. Bitte prüfe Original- und Archivlink gemäß Anleitung und entferne dann diesen Hinweis.
3. ↑  Catherine Schaller: L’expression des passions au XIXe siècle. Le concours de la tête d’expression à l’Ecole des Beaux-Arts de Paris. Théorie de l’expression des passions et analyse des toiles du concours. Dissertation, Faculté des Lettres de l’Université de Fribourg 2003, S. 27 (PDF).

| Personendaten    | Personendaten                                                                          |
| ---------------- | -------------------------------------------------------------------------------------- |
| NAME             | Caylus, Anne-Claude-Philippe, Comte de                                                 |
| ALTERNATIVNAMEN  | Caylus, Anne-Claude-Philippe de Thubières, de Grimoard, de Pestels, de Lévis, Comte de |
| KURZBESCHREIBUNG | französischer Antiquar und Sammler                                                     |
| GEBURTSDATUM     | 31. Oktober 1692                                                                       |
| GEBURTSORT       | Paris                                                                                  |
| STERBEDATUM      | 5. September 1765                                                                      |
| STERBEORT        | Paris                                                                                  |